# Liste der Professor-Layton-Figuren
Dies ist eine Liste der Professor-Layton-Figuren aus der  Reihe Professor Layton, einer Spieleserie für Nintendo-Konsolen. Bisher wurden in Japan sieben Hauptspiele, ein Kinofilm und eine Anime-Serie veröffentlicht, weitere Spiele sind angekündigt.

## Hauptfiguren

### Professor Hershel Layton
Professor Hershel Layton (エルシャールレイトン Erushāru Reiton) ist die Hauptfigur der Serie. Er ist ein englischer Gentleman, der gerne Rätsel löst und Tee trinkt. Außerdem kann er Klavier und Orgel spielen, reiten und fechten. Er ist Professor der Archäologie an der Londoner Gressenheller Universität. Wegen seines Scharfsinns ist er in ganz London und der Welt bekannt. Sein Markenzeichen ist der schwarzbraune Zylinderhut, den er von seiner bereits verstorbenen Freundin Claire geschenkt bekam und ihn seitdem nie abgenommen hat, zusammen  mit einem orangefarbenen Pullover und einem schwarzbraunen Mantel mit hohen Kragen. Er zählt 37 Jahre in der ersten Trilogie und wird von Mario Hassert gesprochen. In Professor Layton und das Vermächtnis von Aslant erfährt man, dass sein Geburtsname Theodore Bronev ist.

### Luke Triton
Luke Triton (ルークトライトン Rūku Toraiton) ist ein Junge, der Professor Layton begleitet. Er strebt danach, wie der Professor ein Gentleman zu werden. Er liebt Rätsel, Tiere, Essen und die Farbe Blau. Luke ist außerdem in der Lage, Tiere zu verstehen, was sich in den Abenteuern mit Layton als hilfreich erweist. Er ist 13 Jahre alt (In dem Spiel Professor Layton und der Ruf des Phantoms, welches drei Jahre vor der ersten Trilogie spielt, wird erwähnt, dass er 10 ist, folglich ist sein Alter in der ersten Trilogie 13). Seine Figur wird von Sophia Längert gesprochen und in der englischen Version von der gleichen Sprecherin wie Flora synchronisiert.

### Flora Reinhold
Flora Reinhold (アロマラインフォード Aroma Rainfōdo, Aroma Reinford in der japanischen Version) ist die Tochter des wohlhabenden Augustus Reinhold. Sie ist schüchtern und zurückhaltend. Nach den Ereignissen in Professor Layton und das geheimnisvolle Dorf wird sie Laytons Schützling und führt Layton und Luke zu ihren Geheimnissen. Sie liebt es zu kochen, man munkelt jedoch, dass die Kochergebnisse zu Würgreiz führen.

### Emmy Altava
Emmeline „Emmy“ Altava (レミアルタワ Remi Arutawa, Remi Altava in der japanischen Version) ist Professor Laytons Assistentin. Sie ist eine der Hauptfiguren der zweiten Trilogie und liebt das Fotografieren und bringt ihre Kamera überall mit. Außerdem ist sie sehr scharfsinnig und Meisterin der Kampfkunst. Sie und der Professor lernten sich schon früh bei einem Vorfall in London bei Scotland Yard kennen, da man Emmy beschuldigt hatte, eine Taschendiebin zu sein. Der Professor klärte diesen Fall jedoch auf und wies die Schuld von Emmy.

### Don Paolo
Don Paolo (ドン・ポール Don Pōru, Don Paul) ist der Antagonist in der ersten Trilogie. Er ist eine Art verrückter Wissenschaftler, der den Professor beschattet, um aus dessen Entdeckungen rücksichtslos Profit zu schlagen. Er hasst Professor Layton, weil er einst in des Professors verstorbene Freundin Claire verliebt war, bei der er jedoch im Gegensatz zu Layton keinen Erfolg hatte. Damals hieß er noch Paul. Bei seinen Schandtaten helfen ihm sein außergewöhnliches Talent, sich als andere Figur auszugeben und so alle zu täuschen, sowie eine selbstgebaute Flugmaschine. Jedoch gelingt es Layton, ihn immer wieder zu enttarnen. Dass in Don Paolo auch eine gute Seite steckt, erfährt man in Professor Layton und die Verlorene Zukunft, da er sich in der Not auch mit seinen Feinden verbünden kann.

### Jean Descole/Desmond Locklair
Jean Descole (ジャンデスコール Jan Desukōru) ist der Antagonist in der zweiten Trilogie und im Spielfilm Professor Layton und die ewige Diva. Niemand kennt sein Gesicht, da er dieses immer unter einer Halbmaske verbirgt. Er ist noch einfallsreicher und bösartiger als alle anderen Feinde, denen sich der Professor bisher zu stellen hatte. Descole scheint keine tiefsitzenden persönlichen Antipathien wie Don Paolo gegen Professor Layton zu hegen, sondern diesen einfach aus dem Weg räumen zu wollen, wenn dieser seine bösen Pläne zu vereiteln versucht. Er ist sehr archäologiebegeistert.
Wie man in Professor Layton und das Vermächtnis von Aslant erfährt, steckt unter der Maske eigentlich Professor Desmond Locklair, ein äußerst angesehener Archäologe mit umfangreichem Wissen über aslantische Artefakte. Er begleitet Layton bei dem Abenteuer, das Vermächtnis der Aslanti zu entdecken.
In Wirklichkeit heißt er Hershel Bronev. Nach dem Tod seiner Mutter und dem Verschwinden seines Vaters, Leon Bronev, schenkte er seinem Bruder Theodore Bronev seinen Namen, bevor dieser von Roland und Lucille Layton adoptiert wurde. Er ist der ältere Bruder von Professor Layton.

### Inspektor Chelmey
Inspektor Chelmey (チェルミー警部 Cherumī-keibu) ist der Polizeichef von Londons Scotland Yard. Layton und Luke sind ihm aber immer einen Schritt voraus. Er ist in seinem Auftreten oft stur und hitzköpfig, jedoch ist er auch ein liebevoller Ehemann, wie man erfährt.

### Barton
Barton ist Inspektor Chelmeys schüchterner Assistent. Wenig bekannt ist die Tatsache, dass er trotz seiner Erscheinung 27 Jahre alt ist.

### Inspektor Clamp Grosky
Inspektor Clamp Grosky (クランプグロスキー Kuranpu Gurosukī) ist ein Polizei-Inspektor von Scotland Yard und spielt in der zweiten Trilogie eine ähnliche Rolle wie Inspektor Chelmey in der ersten. Er hat eine feurige Leidenschaft für Geheimnisse, die sein Fachwissen erfordern. Er ist auch sehr sportlich, muskulös und energisch und kommt auch im Film vor.

### Oma Enygma
Oma Enygma ist eine Hexe, die mit ihrer Hütte, in der sie für den Spieler alle nicht gefundenen, im normalen Spielverlauf nicht mehr erreichbaren Rätsel aufbewahrt, ständig in die Nähe der Protagonisten reist, um ihnen bei der Vervollständigung ihrer Rätselsammlung zu helfen. Da der vierte Teil der Reihe zeitlich vor dem ersten spielt und der Professor und Luke sie erst später kennenlernen, geht sie nach der Bekanntschaft mit Emmy Altava in den Urlaub und wird von ihrem Kater Kietz vertreten. In Professor Layton und die verlorene Zukunft ist die Enkelin von Oma Enygma in der Rätselhütte anzutreffen.

### Leon Bronev
Leon Bronev ist der Kommandant der Geheimorganisation Targent, mit der er in der zweiten Trilogie überall auftaucht, wo Technologie der Aslanti zu finden ist. Er wirkt gemein und würde seine Söhne für seine Zwecke umbringen. In Professor Layton und das Vermächtnis von Aslant erfährt man, dass er der leibliche Vater von Professor Layton und Jean Descole ist, die er nach dem Tod seiner Frau Rachel Bronev zurückgelassen hat.

### Katrielle Layton
Katrielle „Kat“ Layton ist die Tochter von Professor Layton. In Layton’s Mystery Journey: Katrielle und die Verschwörung der Millionäre eröffnet sie eine Detektei in London, um als Privatdetektivin Fälle zu lösen. Eigentlich will sie ihren verschwundenen Vater finden, wird jedoch immer wieder davon abgelenkt.

### Ernest Drowrig
Ernest Drowrig ist Student an der Gressenheller Universität in London und unbezahlter Assistent von Katrielle Layton. Er ist heimlich in sie verliebt, was diese anscheinend nicht bemerkt. Er heißt eigentlich Miles Richmond und ist der Enkel von Lord Maximilian Richmond.

### Sherl O.C. Kholmes
Katrielle lernt den Hund, der seinen Namen vergessen hat, während ihres ersten Abenteuers kennen. Sie kann ihn, ebenso wie Ernest Drowrig, sprechen hören und verspricht ihm herauszufinden, wie er heißt. Sie gibt ihm den Namen Sherl O.C. Kholmes (in Anlehnung an Sherlock Holmes), damit sie eine Fallakte für ihn anlegen kann.

### Inspektor Ercule Hastings
Inspektor Ercule Hastings ist der Inspektor, der Katrielle auf ihren Abenteuern des Öfteren unterstützt. Er fragt sie auch um Rat bei Angelegenheiten mit seiner Frau.

### Emiliana Perfetti
Emiliana Perfetti ist italienischer Abstammung und arbeitet als Profilerin bei Scotland Yard. Sie sieht sich selbst als Rivalin zu Katrielle Layton, löst aber die Fälle nie so schnell oder so gut wie diese.

### Alfendi Layton
Im Mobilspiel Layton Brothers: Mystery Rooms taucht die Figur Inspektor Alfendi Layton auf. Er ist der Sohn von Professor Layton und der Bruder von Katrielle Layton. Er arbeitet als Inspektor bei Scotland Yard. In Layton’s Mystery Journey: Katrielle und die Verschwörung der Millionäre wird er von Katrielle kurz erwähnt.

## Professor Layton und das geheimnisvolle Dorf

### Baron Augustus Rheinhold
Als Baron Augustus Reinhold starb, hinterließ er der Familie einen legendären Schatz – den goldenen Apfel. Er liebte seine Tochter Flora mehr, als alles andere.

### Baronin Viola/Dahlia
Baronin Viola Reinhold war die Gattin des Barons. Sie war sehr freundlich und sanftmütig, jedoch wird sie nach ihrem Tod durch einen Roboter ersetzt, Baronin Dahlia, der im Gegensatz zu ihr ein kaltes, bissiges und eitles Benehmen hat, jedoch im Umgang mit Flora freundlich ist. Ihr Roboter-Doppelgänger schickt einen Brief an Layton und bittet um seine Hilfe bei der Lösung des Geheimnisses um den Goldenen Apfel.

### Simon Reinhold
Simon Reinhold ist Baron Rheinholds und Dahlias Neffe und der Sohn von Gordon Reinhold. Er wirkt etwas hochnäsig. Kurz nach der Ankunft von Professor Layton und Luke wird er tot aufgefunden. Seine Ermordung führt Inspektor Chelmey nach Saint-Mystère.

### Gordon Reinhold
Gordon Reinhold ist der Bruder von Baron Augustus Rheinhold und Vater des verstorbenen Simon Reinhold. Er beschäftigt sich viel mit Finanzen.

## Professor Layton und die Schatulle der Pandora

### Dr. Andrew Schrader
Dr. Andrew Schrader ist Professor Laytons alter Mentor. Er ist ein höflicher und intelligenter Mann, der zum Opfer der Schatulle wird, als er sie öffnet. Auf der Schatulle soll ein Fluch liegen, der jeden tötet, der ihren Deckel öffnet.

### Anthony Herzen
Anthony Herzen wird als Vampir, der seit Jahren Schloss Herzen bewohnt, bezeichnet. Er hat eine starke Verbindung zur Schatulle.

### Sophia
Sophia ist Anthonys Verlobte und große Liebe. Sie verlässt ihn jedoch zum Schutze ihres ungeborenen Kindes und gründet das kleine Dorf Dropstone. Sie hört nie auf, Anthony zu lieben und verstirbt, ohne ihn noch einmal zu sehen. Die Schatulle der Pandora enthält einen Brief an sie von Anthony, den sie zwar beantwortet, er aber erst nach ihrem Tod lesen kann.

### Katia
Katia ist die Tochter von Sir Anderson und die Enkelin von Sophia und Anthony.

### Frederick Beluga
Herr Beluga alias Frederick Herzen ist der Gründer des Molentary Express sowie Sammys Onkel und der jüngere Bruder von Anthony Herzen. Auch er ist auf der Suche nach der Schatulle.

### Sammy Thunder
Samuel „Sammy“ Thunder ist der Schaffner des Molentary Express und der Neffe von Herrn Beluga. Trotz seiner Arbeit wirkt Sammy wie ein Rockstar und liebt nichts mehr als Rock and Roll. Er sucht im Auftrag seines Onkels nach der Schatulle.

## Professor Layton und die verlorene Zukunft

### Clive Dove
Clive Dove(Klaus in der japanischen Version) ruft Professor Layton und Luke zu Hilfe, indem er ihnen einen Brief schreibt und vortäuscht, er lebe zehn Jahre in der Zukunft. Er gibt sich als Luke der Zukunft aus und versucht, London zu zerstören, weil er wegen eines Experiments vor zehn Jahren seine Eltern verlor und deshalb einen gewalten, uneingeschränkten Hass für alle Wissenschaftler und Politiker empfindet.

### Dr. Alain Stolypin/Dimitri Allen
Dimitri Allen entführt verkleidet als Dr. Alain Stolypin (Dr. Stahl in der japanischen Version) den britischen Premierminister Bill Hawks nach der Vorstellung seiner Zeitmaschine. Er ist ebenso in Claire verliebt. In der Zukunft tarnt er sich als Professor Layton, der wahre Layton durchschaut ihn jedoch.

### Claire
Claire Foley ist Laytons alte Freundin. Sie schenkte ihm damals den Zylinder und hatte zehn Jahre vor Beginn des Spiels einen Unfall, als sie an einer Zeitmaschine arbeitete. Doch wie sich später rausstellt, starb sie dabei nicht sofort, sondern landete zehn Jahre in der Zukunft. Sie gibt sich im Spiel erst als Celeste (Sally in der japanischen Version), Claires angebliche jüngere Schwester, aus. Unter dieser Identität hilft sie Layton und Luke auch bei ihrem Abenteuer.

### Bill Hawks
Bill Hawks ist der Premierminister vom Vereinigten Königreich. Er wird von Dimitri entführt, um Rache zu nehmen, weil er verantwortlich für den Tod an Claire ist. Er ist ein ehemaliger Wissenschaftler am Zeitreise-Projekt mit Dimitri und Claire, doch Hawks hinterging seine Kollegen und verkaufte die Rechte der Zeitmaschine für viel Geld, das ihm später den Einstieg in die Politik ermöglichte. Auch Clive hegt einen Hass auf ihn, da seine Eltern bei der Explosion der Zeitmaschine ebenfalls ums Leben kamen.

### Lola Enygma
Lola Enygma ist die Enkelin von Oma Enygma und vertritt diese in diesem Teil beim Aufbewahren vergessener Rätsel in der Rätselhütte.

## Professor Layton und der Ruf des Phantoms

### Rosa Grimes
Rosa Grimes ist Laytons Sekretärin, Reinigungshilfe und eine gute Freundin. Sie verfolgt die Spuren der Forschung, reinigt sein Zimmer und ist bekannt für ihre gute Beratung.

### Kietz
Kietz ist Oma Enygmas Kater, der zurückgelassene Rätsel sammelt.

### Clark Triton
Clark Triton ist der Bürgermeister und Lukes Vater. Er ist ein Freund von Professor Layton und schickt ihm ein Schreiben, in dem er um seine Unterstützung bittet, das Rätsel eines Gespenstes zu lösen.

### Brenda Triton
Brenda Triton ist Clarks Frau und Lukes Mutter. Luke ist ihr sehr verbunden.

### Arianna Barde
Arianna Barde wird auch „Unheilshexe“ genannt. Man sagt, sie wolle das Dorf zerstören. Sie hat eine Krankheit, die sie ans Haus gefesselt hält.

### Tony Barde
Tony Barde ist Ariannas jüngerer Bruder. Obwohl seine Schwester denkt, er ist eine Art Kind, kann er sehr boshaft wirken, wenn niemand da ist.

### Levin Jakes
Levin Jakes ist der Polizeichef des Dorfes. Das ganze Dorf hat volles Vertrauen in ihn, doch er entpuppt sich als Schwindler und Helfer des Bösewichts Descole.

### Lagunia
Lagunia ist ein riesiges, aber gutmütiges Wasserwesen, das optisch an das Seeungeheuer von Loch Ness erinnert. Es stammt aus dem sagenumwobenen „Goldenen Garten“ unter Misthallery, der Stadt des Phantoms, und hilft den Helden am Schluss, diesen zu finden.

## Professor Layton und die Maske der Wunder

### Maskierter Gentleman/Randall Ascot
Randall Ascot interessiert sich besonders für Archäologie, Fechten und Rätsel. Er ist mit Angela, Henry und Hershel gut befreundet. Letzterer begleitete ihn auf eine Archäologie-Expedition in die Akbadain-Ruinen, wo er in eine tiefe Schlucht fiel und seitdem nicht mehr gesehen wurde.
Er hat jedoch überlebt und lange Zeit sein Gedächtnis verloren. Als er sein Gedächtnis zurückerhält, ist er wütend auf seine alten Freunde, vor allem auf Henry Ledore, der seine Freundin geheiratet hat. Deshalb treibt er als Maskierter Gentleman mit angeblichen Wundern in Monte d’Or sein Unwesen. Diese scheinen ihm mit der Maske des Chaos, die er immer trägt, zu gelingen.

### Angela Ledore
Angela Ledore ist eine alte Freundin von Henry, Hershel und Randall. Als Teenager war sie mit Letzterem zusammen. Sie schickte dem Professor einen Brief und bat ihn um Hilfe beim Fall des Maskierten Gentlemans.

### Henry Ledore
Henry Ledore kannte Angela und Randall von klein auf. Da er keine Eltern hatte, wurde er von der Familie Ascot aufgenommen. Mit Randall verbindet ihn eine tiefe Freundschaft. Heute ist er mit Angela verheiratet.

### Mysterella
Die ältere Dame Mysterella bewahrt in diesem Spiel die vergessenen Rätsel auf. Es handelt sich hierbei höchstwahrscheinlich ebenfalls um Oma Enygma, jedoch sind ihre Augen durch eine Maske verdeckt.

### Roland Layton
Roland Layton ist der Adoptivvater von Professor Layton, er trägt einen Vollbart und soll in seiner Jugend abenteuerlustig wie sein Sohn gewesen sein. Dass er nicht der leibliche Vater ist, erfährt man erst in Professor Layton und das Vermächtnis von Aslant.

### Lucille Layton
Lucille Layton ist die Adoptivmutter von Professor Layton. Sie ist liebevoll, eine gute Köchin und achtet sehr auf Sauberkeit. Auch hier erfährt man erst in Professor Layton und das Vermächtnis von Aslant, dass sie nicht die leibliche Mutter ist.

## Professor Layton und die ewige Diva

### Janice Quatlane
Janice Quatlane (ジェニスカトレーン Jenisu Katorēn) ist eine berühmte Opernsängerin und ehemalige Studentin Laytons, die diesen zur Hilfe ruft. Sie ist für ihre schöne Stimme bekannt.

### Oswald Whistler
Oswald Whistler (オズロウィスラー Ozuro Wisurā, Oslo Whistler in der japanischen Version) ist ein Pianist. Er erfand das Detragan, ein Musikinstrument. Er baute das Detragan zu etwa der gleichen Zeit, als seine Tochter Melina starb. Mit dem Detragan kann man Erinnerungen kopieren.

### Melina Whistler
Melina Whistler (ミリーナウィスラー Mirīna Wisurā) ist Oswalds Tochter und Janices beste Freundin. Im Film stirbt sie ein Jahr vor der Handlung im Alter von 22 Jahren. Sie scheint in Gestalt eines siebenjährigen Mädchens wiedergeboren worden, das behauptet, ewiges Leben erlangt zu haben. Melina kennt als einzige das Lied des Meeres auswendig.

### Nina
Nina ist ein siebenjähriges Mädchen, das von Jean Descole und Oswald Whistler entführt wurde, um ihr Melinas Erinnerungen einzupflanzen.
Im Laufe der Geschichte blitzen immer wieder ihre eigenen Erinnerungen auf. Ihre Eltern beauftragen die Polizei, um ihre vermisste Tochter wiederzufinden, und werden deshalb von Emmy Altava verhört.

### Curtis O’Donnell
Curtis O’Donnell ist ein abenteuerlicher Kapitän. Er will das ewige Leben gewinnen, um für immer die Welt zu bereisen.

### Pierre Starbuck
Pierre Starbuck (ピエールスターバック Piēru Sutābakku) ist ein ehemaliger Star-Fußballspieler, der wegen einer Verletzung am linken Bein seine Profi-Karriere aufgeben musste. Er will das ewige Leben, um wieder spielen zu können. Aufgrund seines Unfalls wird er auch „Legendary Left Leg“ (zu Deutsch: „Legendäres linkes Bein“) genannt.

### Amelia Ruth
Amelia Ruth (アムリールース Amurī Rūsu, Amlee Ruth in der japanischen Version) ist eine talentierte und schöne junge Dame. Sie ist britische Meisterin im Schachspiel. Ihr Großvater liegt im Sterben und sie will ihn mit dem ewigen Leben retten.

### Marco Brock
Marco Brock (マルコブロック Maruko Burokku) ist ein Hobbyhistoriker. Er will das ewige Leben erlangen, um alle Mysterien auf der Welt zu lösen.

### Frederick Bargland
Frederick Bargland (フレデリックバーグランド Furedurikku Bāgurando) ist Präsident der mächtigen Handelsfirma „Worldfleet“. Er will das ewige Leben, da er nur noch sechs Monate zu leben hat und er seine Firma weiterführen will.

### Annie Dretche
Annie Dretche (アニードレッチー Anī Doretchī) ist eine bekannte britische Autorin. Sie will das ewige Leben, um für immer Romane schreiben zu können. Von ihr stammt der Roman „Mord an der Themse“.

### Celia Raidley
Celia Raidley (ミセリアレイドリー Miseria Reidorī, Micelia Raidley in der japanischen Version) ist ein 32-jähriges Model und die Witwe eines Millionärs. Sie will das ewige Leben, um nie zu altern und für immer schön zu bleiben.

## Professor Layton und das Vermächtnis von Aslant

### Aurora
Aurora ist ein Protagonist in Professor Layton und das Vermächtnis von Aslant. Sie war die „lebendige Mumie“ und die Gesandte der Zivilisation Aslant.

## Layton’s Mystery Journey: Katrielle und die Verschwörung der Millionäre

### Bertha von Doppelpfund
Bertha von Doppelpfund ist die Anführerin der Sieben Löwen genannten Millionäre. Sie erbittet Katrielles Hilfe, um ihr entflohenes Haustier Rex zu finden.

### Weitere Löwen
- Pipper Lowonida
- Robert Kahn
- Sola Taire
- Reggie D. Rector
- Bernhard B. Heller
- Ebenezer Banchor
- Omar O’Nassers